# Wilhelm Schüssele
Wilhelm Schüssele (* 23. November 1840 in Karlsruhe; † 4. März 1905 in Heidelberg, beigesetzt in Karlsruhe) war Stadtrat in Karlsruhe.

## Leben
Schüssele studierte am Polytechnikum Karlsruhe und wurde 1859 Mitglied im Corps Saxonia Karlsruhe.
Ab 1871 war Schüssele für die Nationalliberalen Mitglied des Karlsruher Bürgerausschusses und von 1881 bis 1892 Mitglied des geschäftsleitenden Vorstands der Stadtverordneten. 1892 wurde er zum Stadtrat gewählt. In dieser Funktion gehörte er der städtischen Rheinhafenkommission an und nahm maßgeblichen Einfluss auf den Bau des Rheinhafens Karlsruhe, der 1901 in Betrieb genommen wurde.
Schüssele gehörte den Verwaltungsräten der Versorgungsanstalt und der Karl-Friedrich-, Leopold- und Sophien-Stiftung an. Darüber hinaus gründete er mit Karlsruher Industriellen und Gewerbetreibenden im Oktober 1893 die Badische Vereinigung zur Förderung des Rheinkanals, zu deren Vorsitzenden er gewählt wurde. Ziel der Vereinigung war der Bau eines rechtsrheinischen Seitenkanals am Oberrhein. Zu einer Realisierung kam es nicht. Stattdessen wurde im Rahmen der Stromregulierung eine Niederwasserfahrrinne angelegt. Er war Mitglied der Karlsruher Freimaurerloge Leopold zur Treue.
In seinem Corps wurde Schüssele 1896 Ehrenmitglied und wurde 1903 der 1. Vorstand der neugegründeten AHV. Nach seinem Tod wurde 1927 in Karlsruhe nach ihm die Schüsselestrasse benannt.